# Mlékovice (Neveklov)
Mlékovice je malá vesnice, část města Neveklov v okrese Benešov. Nachází se asi 3 km na severozápad od Neveklova. V roce 2009 zde bylo evidováno 39 adres.
Mlékovice leží v katastrálním území Mlékovice u Neveklova o rozloze 9,71 km². V katastrálním území Mlékovice u Neveklova leží i Borovka, Heroutice, Lipka, Ouštice, Radslavice a Tloskov.

## Historie
První písemná zmínka o vesnici pochází z roku 1349.
Podle této vesnice se nazývá svobodnický a rytířský rod Mlíkovských z Mlíkovic, jehož větví byli Lhotáci z Vysoké Lhoty, mezi které patřil malíř Kamil Lhoták.
Za druhé světové války se ves stala součástí vojenského cvičiště Zbraní SS Benešov a její obyvatelé se museli 1. dubna 1943 vystěhovat.

## Pamětihodnosti
- Tvrz – původně renesanční tvrz později přestavěna, je součástí hospodářského dvora